# Övre Daddsjön
Övre Daddsjön är en sjö i Bergs kommun och Härjedalens kommun i Härjedalen och ingår i Ljusnans huvudavrinningsområde. Sjön har en area på 0,26 kvadratkilometer och ligger 862,2 meter över havet. Sjön avvattnas av vattendraget Daddån. Vid provfiske har elritsa, lake och öring fångats i sjön.

## Delavrinningsområde
Övre Daddsjön ingår i det delavrinningsområde (696156-133591) som SMHI kallar för Utloppet av Övre Daddsjön. Medelhöjden är 880 meter över havet och ytan är 2,1 kvadratkilometer. Räknas de 7 avrinningsområdena uppströms in blir den ackumulerade arean 38,04 kvadratkilometer. Daddån som avvattnar avrinningsområdet har biflödesordning 3, vilket innebär att vattnet flödar genom totalt 3 vattendrag innan det når havet efter 406 kilometer. Avrinningsområdet består mestadels av skog (57 procent) och kalfjäll (30 procent). Avrinningsområdet har 0,26 kvadratkilometer vattenytor vilket ger det en sjöprocent på 12,2 procent.